# Lowell Thomas
Lowell Thomas (Woodington, 6 aprile 1892 – Pawlin, 29 agosto 1981) è stato uno scrittore, attore e sceneggiatore statunitense.
In qualità di narratore e presentatore ha partecipato a diversi film anche televisivi. È il narratore del film Mussolini Speaks. Ha lavorato alla sceneggiatura di nove pellicole, ne ha prodotto tre e ha girato anche tre film come regista.

## Opere
- With Lawrence in Arabia, 1924
- The First World Flight, 1925
- Beyond Khyber Pass, 1925
- Count Luckner, The Sea Devil, 1927
- European Skyways, 1927
- The Boy's Life of Colonel Lawrence, 1927
- Adventures in Afghanistan for Boys, 1928
- Raiders of the Deep, 1928
- The Sea Devil's Fo'c'sle, 1929
- Woodfill of the Regulars, 1929
- The Hero of Vincennes: the Story of George Rogers Clark, 1929
- The Wreck of the Dumaru, 1930
- Lauterbach of the China Sea, 1930
- India-Land of the Black Pagoda, 1930
- Rolling Stone, 1931
- Tall Stories, 1931
- Kabluk of the Eskimo, 1932
- This Side of Hell, 1932
- Old Gimlet Eye: The Adventures of General Smedley Butler, 1933
- Born to Raise Hell, 1933
- The Untold Story of Exploration, 1935
- Fan Mail, 1935
- A Trip to New York With Bobby and Betty, 1936
- Men of Danger, 1936
- Kipling Stories and a Life of Kipling, 1936
- Seeing Canada With Lowell Thomas, 1936
- Seeing India With Lowell Thomas, 1936
- Seeing Japan With Lowell Thomas, 1937
- Seeing Mexico With Lowell Thomas, 1937
- Adventures Among the Immortals, 1937
- Hungry Waters, 1937
- Wings Over Asia, 1937
- Magic Dials, 1939
- In New Brunswick We'll Find It, 1939
- Soft Ball! So What?, 1940
- How To Keep Mentally Fit, 1940
- Stand Fast for Freedom, 1940
- Pageant of Adventure, 1940
- Pageant of Life, 1941
- Pageant of Romance, 1943
- These Men Shall Never Die, 1943
- Out of this World: Across the Himalayas to Tibet (1951)
- Back to Mandalay, 1951
- Great True Adventures, 1955
- The Story of the New York Thruway, 1955
- Seven Wonders of the World, 1956
- History As You Heard It 1957
- The Story of the St. Lawrence Seaway, 1957
- The Vital Spark, 1959
- Sir Hubert Wilkins, A Biography , 1961
- More Great True Adventures, 1963
- Book of the High Mountains, 1964
- Famous First Flights That Changed History, 1968
- Burma Jack, 1971
- Doolittle: A Biography, 1976
- Good Evening Everybody: From Cripple Creek to Samarkand, 1976
- So Long Until Tomorrow, 1977

## Filmografia

### Attore (parziale)
- For Auld Lang Syne cortometraggio, regia di Burk Symon - narratore (1939)
- This Is Cinerama, regia di Merian C. Cooper, Gunther von Fritsch, Ernest B. Schoedsack - narratore (1952)

### Sceneggiatore (parziale)
- Mussolini Speaks (1933)
- Out of This World, regia di Lowell Thomas Jr. e Lowell Thomas (1954)

### Produttore
- This Is Cinerama, regia di Merian C. Cooper, Gunther von Fritsch, Ernest B. Schoedsack (1952)
- Out of This World, regia di Lowell Thomas Jr. e Lowell Thomas (1954)
- Le sette meraviglie del mondo (Seven Wonders of the World), regia di Tay Garnett, Paul Mantz (1956)

### Regista (parziale)
- Out of This World, co-regia di Lowell Thomas Jr. (1954)